# 卡塔維基
卡塔维基（Catawiki），是欧洲地区成长速度最快的全球在线拍卖平台。2008年成立之初，是为广大收藏爱好者打造的网络社区。自2011年，Catawiki开始举行每周更新的在线拍卖会，年交易额达数千万欧元。至2015年，Catawiki举办逾百场周拍拍卖会，包括漫画、鐵道模型、钱币、腕表、艺术品，亦或古董老爷车等逾50个拍卖类别。

## 历史发展
Catawiki是由荷兰籍漫画收藏家René Schoenmakers与荷兰籍网络程序员Marco Jansen联合创建。自2008年9月10日，Catawiki正式上线成为以百科全书形式为基础建立的收藏品在线图录。最开始，其数据库主要侧重于漫画类书籍，后迅速扩展成为一个大型的在线图录，涉及各个收藏领域，包括邮票、钱币、电话卡等。这个网站也提供免费的在线工具，以帮助收藏爱好者更好地管理他们的个人收藏品。
自2011年起，Catawiki开始举办网络拍卖会，并不时在扩展其拍卖领域。该网站原为荷兰语，在2011年上线英语网站，并在2012年推出法语、德语网站，从而面向国际更多的用户。2015年，Catawiki继而上线推出了西班牙语、意大利语、及中文网站。Catawiki的全球性扩张得到了风投公司Accel Partners的资助。

## 在线拍卖会
从2011年起，Catawiki开始周期性地举办在线拍卖会，例如，艺术、书籍、古董、模型车、邮票、葡萄酒、及古董老爷车。新的拍卖类别，包括主题拍卖会类别，都在持续增添、扩展中。 Investors such as venture capital firm Accel Partners have funded the company.
- 竞拍流程：所有Catawiki拍卖会遵循英式拍卖的方式，买家公开相互竞价，价格由低至高递增。当拍卖截至时，出价最高者须以其竞价金额付款以便获取实物。所有拍卖品的起拍价均为1欧元。整个拍卖过程都在荷兰独立公证官的监督下进行。

- 周拍日程：拍卖会将周期性地、不定期举行。每周最新的拍卖会于荷兰星期五午间上线开始接受竞投，并分别于下个星期的指定时间结束。

- 专业拍卖师：所有拍卖会的拍卖品均由专业的拍卖师审核并评估。每个拍卖师均为其各自领域的专业人士，负责审核、安排每周更新的拍卖会，并对拍卖品品质进行把关。

- 拍卖品委托拍卖：无论专业经销商亦或个体卖家，只须建立Catawiki账号并通过身份验证，就可以在Catawiki平台委托拍卖其收藏品。只有价值超过75欧元的物件才可在Catawiki进行拍卖。

- 拍卖佣金：买家的拍卖佣金为其竞价金额的9%，卖家须缴纳12,5%的拍卖佣金（不包含营业税）。

- 安全付款：Catawiki协调买卖双方之间的交易，负责管理拍卖款项，直到拍卖交易成功达成。

- 拍賣品寄送：拍賣結束，拍賣品由賣家負責包裹並寄出，買家需獨自承擔風險，假設包裝不良造成之損毀，並不構成退款之要件！而且，若賣家不將商品寄出，賣家無相關罰則，亦即若拍賣結售後賣家反悔不將包裹寄出的後果將由買家獨自承擔，於此同時，該拍賣視為未完成，買家無權對賣家進行評價，因此此類異常交易行為並不會被批露！

## 国际化扩张
自2008年，Catawiki活跃于荷比卢三国，并于2011年3月向以英语为母语的国家推出了英语网站。2012年接连推出了法语和德语网站，并开始着力于吸引当地的卖家市场。各个国家都拥有独立的市场营销与销售计划，并致力于拓展与当地的拍卖师建立合作伙伴关系。2015年，Catawiki将相继开发意大利、西班牙等欧洲市场，以及以中国为中心的亚洲市场。